# BR-495
A BR-495, Estrada Philuvio Cerqueira Rodrigues, é conhecida popularmente com Estrada das Hortências, ou Estrada Itaipava-Teresópolis. Liga os municípios de Teresópolis (Bairro do Quebra-Frascos) e Petrópolis (Itaipava na  Estrada União e Indústria).
Com 33,4km de extensão e altitude máxima em torno dos 1.500m, situa-se na Serra dos Órgãos; a rodovia é sinuosa e sem acostamento. Possui rampas íngremes e curvas fechadas. A região é de serra é sujeita a neblina. A sinalização é precária. Até 1959, com a construção da Rodovia Rio-Teresópolis, era por ela que se chegava em Teresópolis vindo do Rio de Janeiro.